# Teatro Nacional de Costa Rica
El Teatro Nacional de Costa Rica és el teatre més important de Costa Rica. És a la capital, San José, entre l'avinguda segona i l'avinguda central, i entre els carrers 5 i 3, a la vora de la plaça Juan Rafael Mora Fernández (primer Cap d'Estat de l'Estat de Costa Rica). Va ser construït en estil neoclàssic a la darreria del segle xix i va ser inagurat el 21 d'octubre de 1897. Des de 2018 té el títol de «símbol nacional de Costa Rica».